# Miradouro do Ilhéu de Rosto de Cão

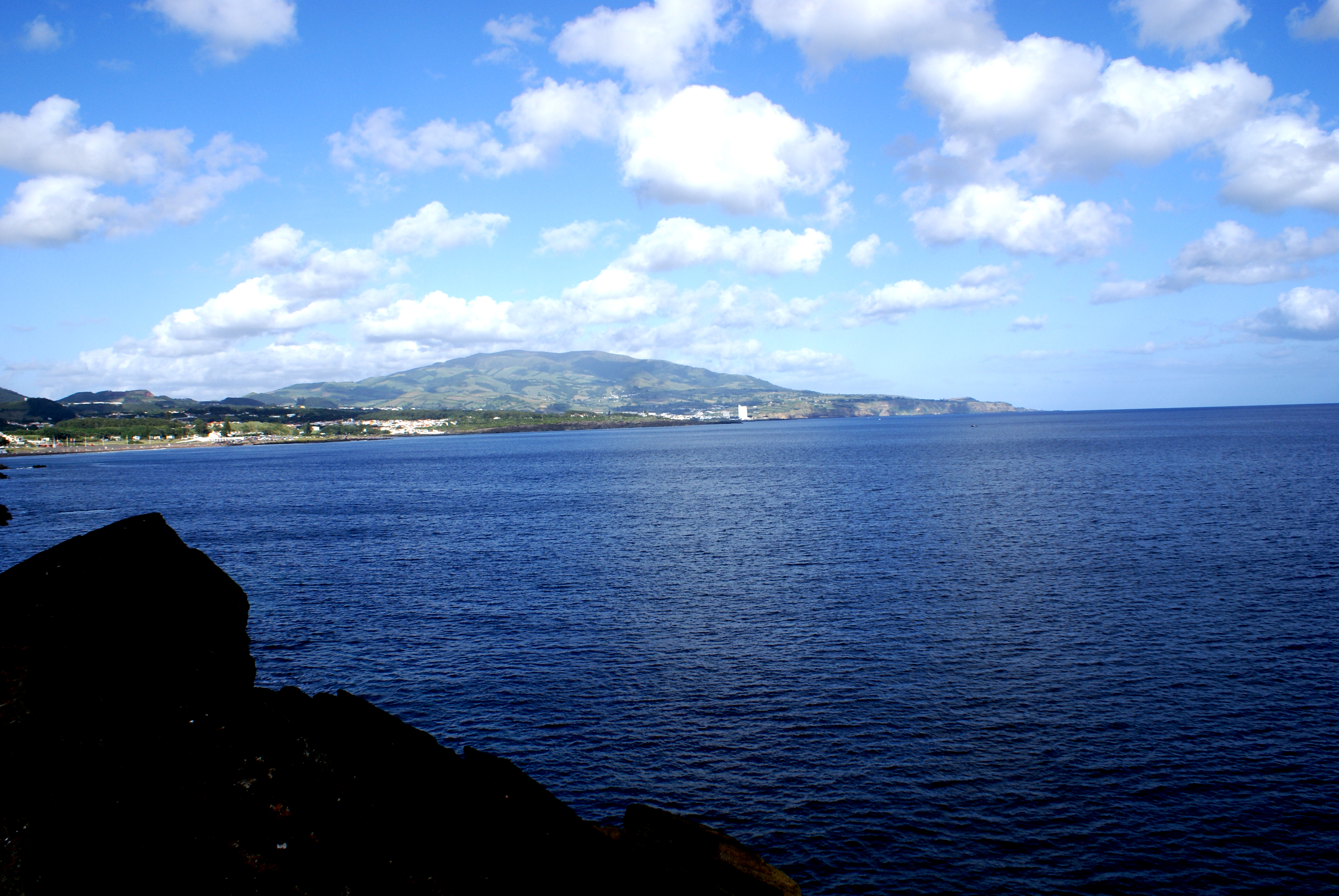
Miradouro do Ilhéu de São Roque.

O Miradouro do Ilhéu de Rosto de Cão também conhecido por ilhéu de São Roque é um miradouro português localizado em Rosto de Cão, São Roque, concelho de Ponta Delgada, ilha açoriana de São Miguel.
Este miradouro localizado à saída de Ponta Delgada em direcção à Lagoa e a Vila Franca do Campo é constituido por material palagonítico relativamente litificado e tufos vulcânicos.
Daqui obtêm-se uma perspectiva global sobre o ilhéu, cuja forma se assemelha para alguns observadores como o focinho de cão, a cidade e uma longa porção do litoral, até à Ponta da Galera.